# Sychesia fimbria
Sychesia fimbria là một loài bướm đêm thuộc phân họ Arctiinae, họ Erebidae.